# Ɛ̌
Cette page contient des caractères spéciaux ou non latins. S’ils s’affichent mal (▯, ?, etc.), consultez la page d’aide Unicode.
Ɛ̌ (minuscule : ɛ̌), appelé epsilon antiflexe ou epsilon caron, est un graphème utilisé dans les alphabets awing, bangolan, kwanja, et lingala. Il s’agit de la lettre epsilon diacritée d'un antiflexe.

## Utilisation
Dans plusieurs langues tonales, ‹ ɛ̌ › représente un epsilon avec un ton montant. Il ne s’agit d’une lettre à part entière, et elle placée avec le epsilon sans accent ou avec une autre accent dans l’ordre alphabétique.

## Représentations informatiques
L’epsilon antiflexe peut être représenté avec les caractères Unicode suivants (latin étendu B, Alphabet phonétique international, diacritiques),, :
| formes    | représentations | chaînes de caractères | points de code | descriptions                                       |
| --------- | --------------- | --------------------- | -------------- | -------------------------------------------------- |
| capitale  | Ɛ̌               | Ɛ◌̌                    | U+0190 U+030C  | lettre majuscule latine e ouvert diacritique caron |
| minuscule | ɛ̌               | ɛ◌̌                    | U+025B U+030C  | lettre minuscule latine epsilon diacritique caron  |